# Cá voi đầu tròn vây dài
Cá voi đầu tròn vây dài (danh pháp hai phần: Globicephala melas) là một loài cá trong họ Delphinidae. Cá voi đầu tròn vây dài sinh sống ở vùng ôn đới và cận Bắc cực của cả hai bán cầu, ở các vùng nước đại dương và một số vùng nước ven biển Bắc Đại Tây Dương, Địa Trung Hải và Biển Bắc. Trước đây tồn tại ở phía Tây Bắc Thái Bình Dương, nơi ngày nay nó có vẻ như không còn hiện diện. Có dân số dưới Nam Cực ở Nam bán cầu, mà đạt đến 68 ° N xuất hiện để được phân lập từ dân số chưa được thực hiện north.1 tổng dân số ước tính toàn cầu. Số lượng cá voi này ước tính khoảng 750.000 cá thể ở đông bắc và trung tâm Bắc Đại Tây Dương và 200.000 trong dân số tiểu Nam Cực và 31 ở biển phía Tây Bắc. Trong năm 2008, nó đã được liệt kê vào danh sách đỏ của IUCN là một loài có đủ dữ liệu (dữ liệu thiếu DD) do thiếu thông tin về dân số toàn cầu và xu hướng của nó, cũng là khả năng của 2 hoặc nhiều loài.

## Hình ảnh

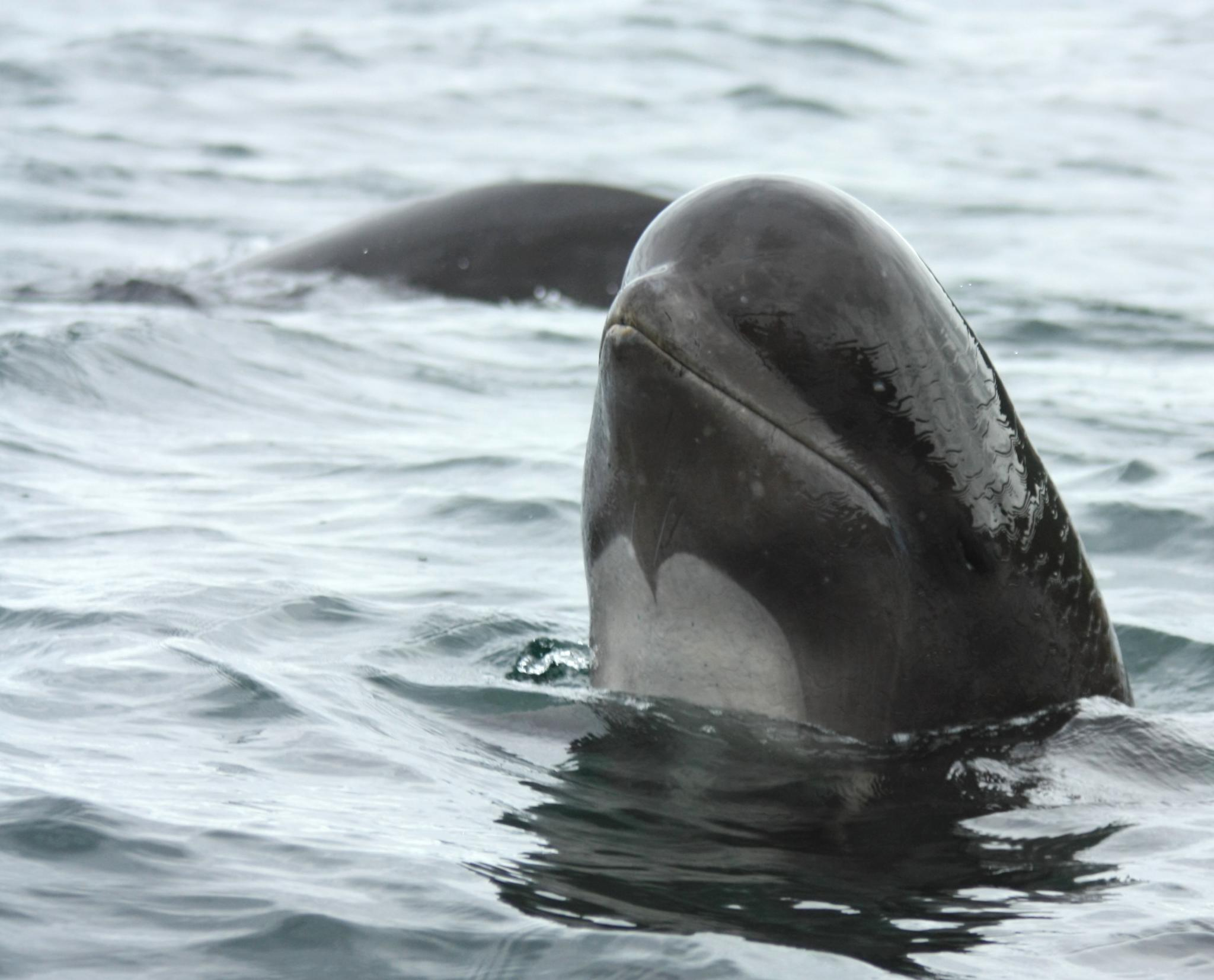
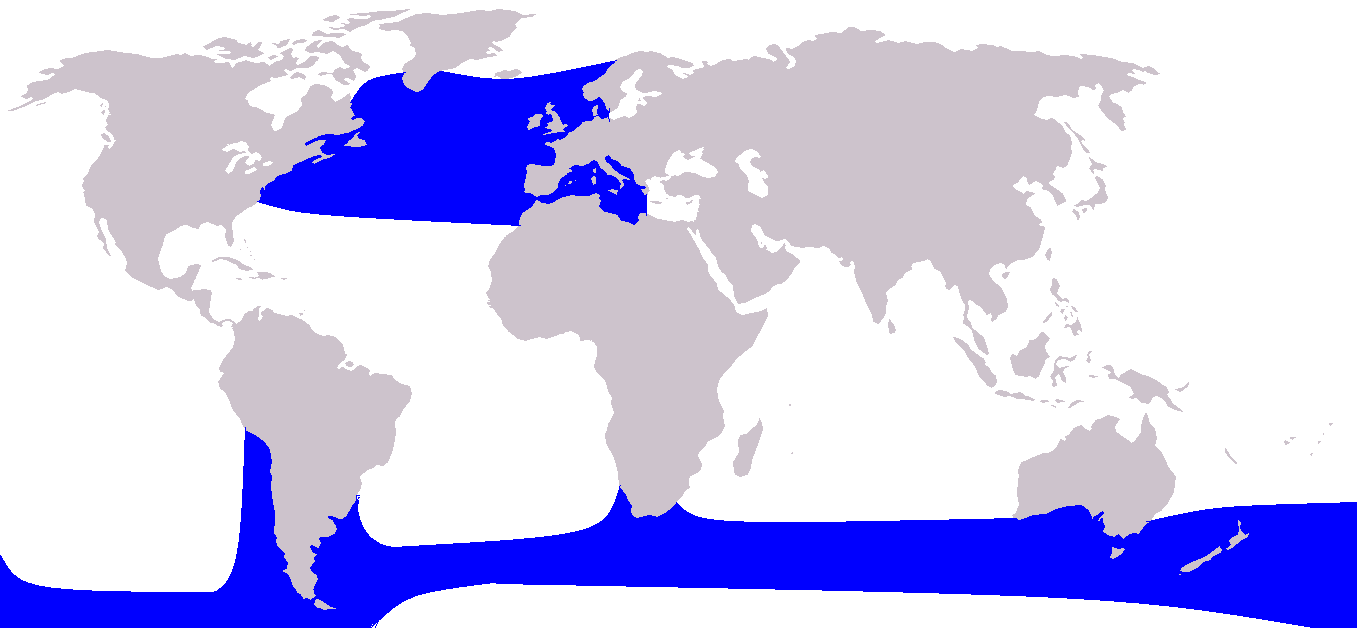
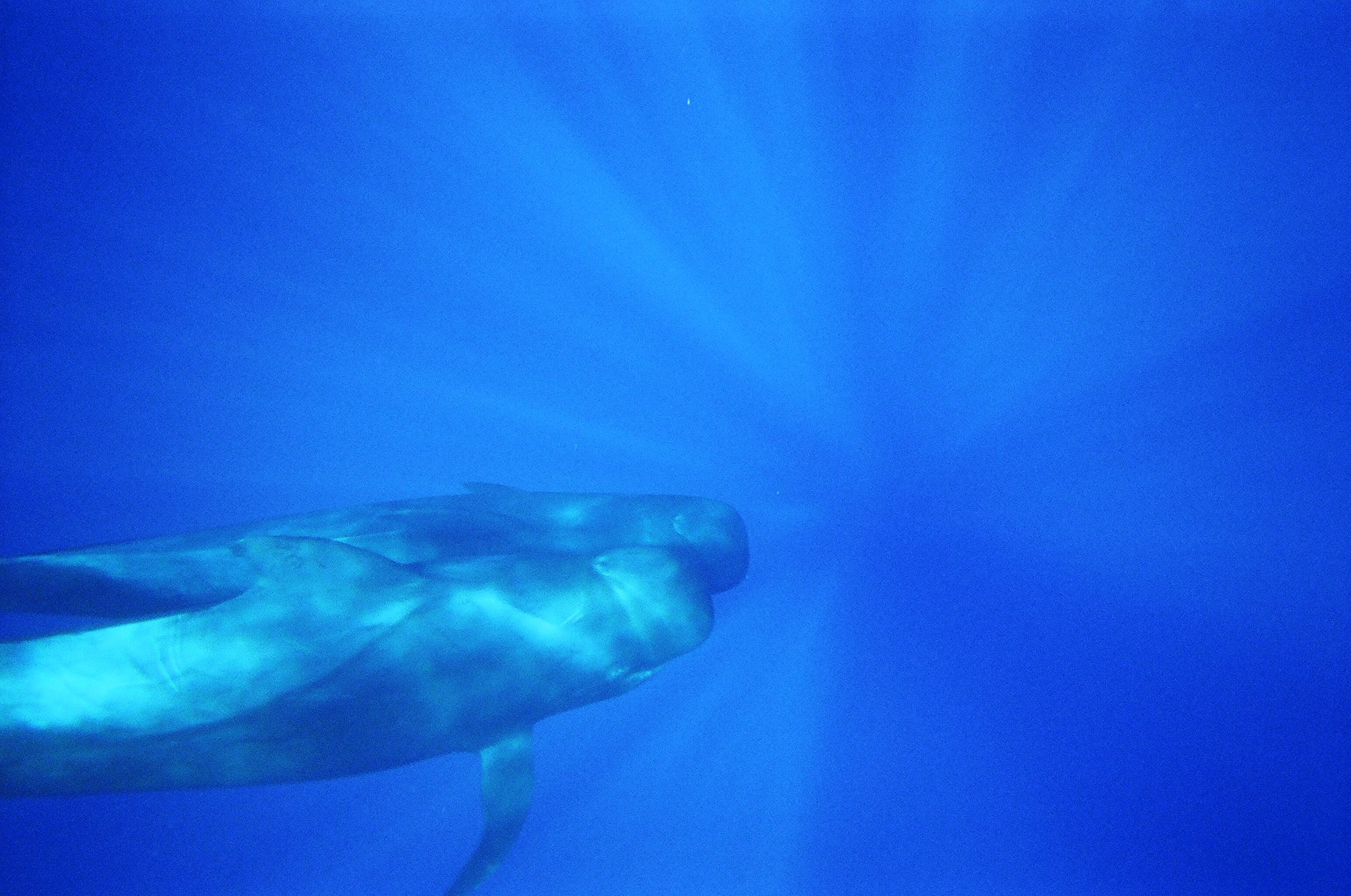
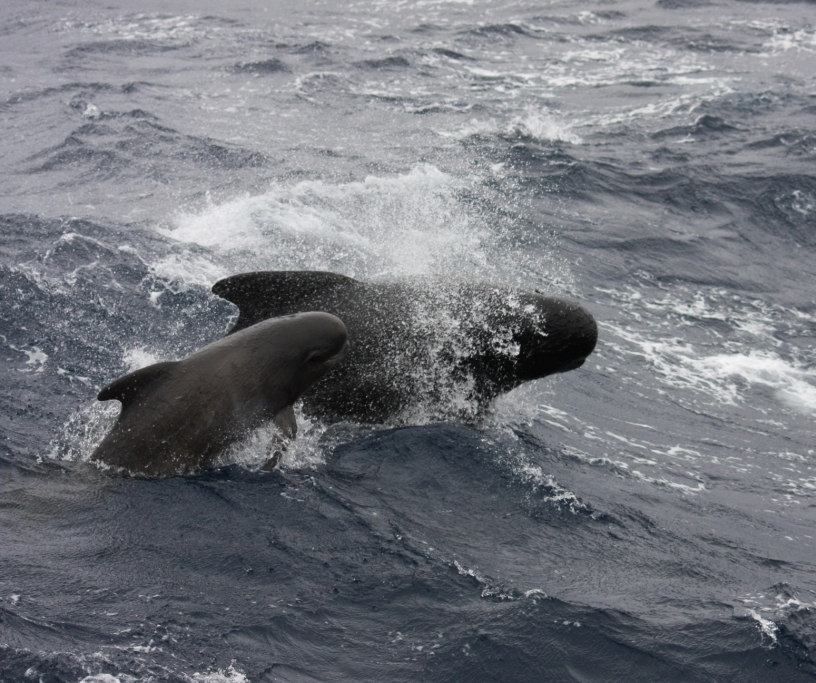